# Return to the Apocalyptic City
Albums de Testament
The Ritual
(1992) Low
(1994)
Return to the Apocalyptic City est une démo du groupe de thrash metal américain Testament. Cette démo contient uniquement des titres live des précédents éléments de la discographie de Testament. La démo est sortie au cours de l'année 1993 sous les labels Atlantic Records et Megaforce Records.

## Composition
- Chuck Billy: Chant
- Eric Peterson: Guitare
- Glen Alvelais: Guitare (titres 1 à 4)
- Alex Skolnick: Guitare (titres 5 à 6)
- Greg Christian: Basse
- Paul Bostaph: Batterie (titres 1 à 4)
- Louie Clemente: Batterie (titres 5 à 6)

## Liste des titres
1. Over the Wall - 5:28
2. So Many Lies - 6:13
3. Haunting - 4:28
4. Disciples of the Watch - 4:38
5. Reign of Terror - 4:48
6. Return to Serenity - 4:30